# 10379 Lake Placid
10379 Lake Placid (1996 OH) là một tiểu hành tinh nằm phía ngoài của vành đai chính được phát hiện ngày 18 tháng 7 năm 1996 bởi G. R. Viscome ở Rand Observatory.